# Szilvásvárad-Szalajkavölgy megállóhely
Szilvásvárad-Szalajkavölgy megállóhely egy Heves vármegyei vasúti megállóhely Szilvásvárad településen, a helyi önkormányzat üzemeltetésében. A belterület délnyugati szélén helyezkedik el, közvetlenül a 2506-os út vasúti keresztezése mellett.

## Vasútvonalak
A megállóhelyet az alábbi vasútvonalak érintik:
- Füzesabony–Putnok-vasútvonal

## Kapcsolódó állomások
A megállóhelyhez az alábbi állomások vannak a legközelebb:
- Bélapátfalvi Cementgyár megállóhely
- Szilvásvárad vasútállomás (Szilvásvárad vasútállomás, Füzesabony–Putnok-vasútvonal)

## Forgalom
| Járat        | Útvonal | Gyakoriság                     |
| ------------ | --- | ------------------------------ |
| személyvonat | Eger – Egervár – Eger-Felnémet – Almár – Szarvaskő – Mónosbél – Bélapátfalva – Bélapátfalvi Cementgyár – Szilvásvárad-Szalajkavölgy – Szilvásvárad | Napi 2 pár (nyáron napi 4 pár) |